# Silva (ur. 1958)
Luís Carlos da Silva Matos (ur. 14 sierpnia 1958 w Rio de Janeiro) – brazylijski piłkarz występujący podczas kariery na pozycji napastnika.

## Kariera klubowa
Karierę piłkarską Silva zaczął w klubie Botafogo FR w 1978. W lidze brazylijskiej zadebiutował 5 kwietnia 1978 w wygranym 5-1 meczu z Sergipe Aracaju. W latach 1983–1984 występował w ABC Natal. Z ABC dwukrotnie zdobył mistrzostwo stanu Rio Grande do Norte – Campeonato Potiguar w 1983 i 1984. Indywidualnie Silva był królem strzelców w 1983. W ABC 25 marca 1984 w przegranym 0-2 meczu z EC Santo André wystąpił po raz ostatni w lidze. Ogółem w latach 1978–1984 w lidze brazylijskiej Silva rozegrał 24 spotkania, w których strzelił 10 bramek.
W latach 1984–1985 występował w Fortalezie. Z Fortalezą zdobył mistrzostwo stanu Ceará – Campeonato Cearense w 1985. W 1987 był zawodnikiem klubu América Natal. Z Amériką zdobył mistrzostwo stanu w 1987 oraz był królem strzelców tych rozgrywek.

## Kariera reprezentacyjna
Silva występował w olimpijskiej reprezentacji Brazylii. W 1979 uczestniczył w Igrzyskach Panamerykańskich, na których Brazylia zdobyła złoty medal. Na turnieju w San Juan wystąpił we wszystkich pięciu meczach z Gwatemalą (bramka), Kubą, Kostaryką, Portoryko (2 bramki) i ponownie Kubą (bramka).